# Serichlamys chloraspis
Serichlamys chloraspis (лат.) — вид мух-журчалок рода Serichlamys из подсемейства Microdontinae (Syrphidae). Эндемик Коста-Рики.

## Этимология
Название этого вида состоит из греческих слов chloros (зелёный) и aspis (щит). Это название относится к металлическому зелёному скутуму и скутеллюму этого вида.

## Распространение
Встречается на территории Центральной Америки. Этот вид известен только в Коста-Рике, где он был обнаружен в центре и на юго-востоке страны на высоте от 50 до 1200 метров.

## Описание
Муха-журчалка длиной 8—10 мм. Внешне этот вид больше всего похож на Serichlamys boti, S. pallitarsis и S. varicaudata, которые имеют схожие размеры и окраску. Эти виды также имеют следующую комбинацию признаков: лицо чёрное, голени полностью коричневые, тергит 3 широко матовый с узкими блестящими краями. Однако это единственный известный вид Serichlamys с сильным металлическим зелёным блеском на скутуме и скутеллюме. Слабый металлический, иногда зелёный, блеск встречается и у других видов, но не такой сильный. Кроме того, на тергите 2 имеется пара крупных, гладких, металлически-зелёных пятен (эти пятна не зелёные у трёх видов, упомянутых выше).

## Таксономия
Вид был впервые описан в 2025 году голландским диптерологом Menno Reemer (Naturalis Biodiversity Center, Лейден, Нидерланды) и эквадорским энтомологом Ximo Mengual (Instituto Nacional de Biodiversidad, Кито, Эквадор).